# 第21回ダヴィッド・ディ・ドナテッロ賞
第21回ダヴィッド・ディ・ドナテッロ賞（だい21かいダヴィッド・ディ・ドナテッロしょう）の授賞式は、 1976年7月24日にタオルミーナで行われた。

## 受賞者一覧

### 作品賞
- ローマに散る Cadaveri eccellenti（監督：フランチェスコ・ロージ）

### 監督賞
- マリオ・モニチェッリ（『私の友だち』）
- フランチェスコ・ロージ（『ローマに散る』）

### 脚本賞
- アルベルト・ベヴィラックア、ニーノ・マンフレディ（『Attenti al buffone』）

### 主演女優賞
- モニカ・ヴィッティ（『L'anatra all'arancia』）

### 主演男優賞
- ウーゴ・トニャッツィ（『私の友だち』）
- アドリアーノ・チェレンターノ（『Bluff - Storia di truffe e di imbroglioni』）

### 作曲賞
- フランコ・マンニーノ（『イノセント』）

### 外国人監督賞
- ミロス・フォアマン（『カッコーの巣の上で』）

### 外国人女優賞
- イザベル・アジャーニ（『アデルの恋の物語』）
- グレンダ・ジャクソン（『Hedda』）

### 外国人男優賞
- フィリップ・ノワレ（『追想』）
- ジャック・ニコルソン（『カッコーの巣の上で』）

### 外国映画賞
- ナッシュビル（監督：ロバート・アルトマン）

### ダヴィッド・ルキノ・ヴィスコンティ賞
- ミケランジェロ・アントニオーニ

### ダヴィッド・ヨーロッパ賞
- ヤン・トロエル

### ゴールデン・プレート
- エンニオ・ロレンツィーニ（『Quanto è bello lu murire acciso』）
- シドニー・ポラック（『コンドル』）
- ミケーレ・プラチド（『Marcia trionfale』）
- クリスティアン・デ・シーカ（『Giovannino』）
- アゴスティーナ・ベッリ（『白い電話』）
- マーティン・ブレグマン、マーティン・エルファンド（『狼たちの午後』）
- オルネラ・ムーティ